# Котелевський район
Котеле́вський райо́н — колишній район, який до 2020 року був розташований у північно-східній частині Полтавської області, площа 0,8 тис. км². Районний центр — селище міського типу Котельва. Населення — 19619 жителів. У районі 39 населених пунктів (одне селище міського типу, 38 сіл). В 2020 році внаслідок адміністративно-територіальної реформи увійшов до складу Полтавського району.

## Географія
Район розташований у межах Придніпровської низовини, поверхня рівнинна. Територією протікає 8 річок: Ворскла, Котельва, Котелевка, Орішнє, Мерла, Трюханівка (Труханівка), Ковжижа, Суха Грунька.
Корисні копалини: природний газ, нафта, пісок будівельний, глина. На території села Микілка відкрито запаси мінеральних вод.

## Історія
Котелевський район утворено в 1923 році, як такий, що належав до Охтирської округи Харківської губернії. В 1925 році район приєднано до Полтавської округи. Котелевський район ліквідовувався в 1930 році, відновлений в 1939 році. Вдруге район ліквідовувався в 1962—1965 роках.
Район має власний гімн.

## Економіка
Значну частину дохідної частини бюджету району складає дохід від нафтогазових родовищ, логістичні центри розробки та видобутку котрих розміщено в Опішні. Також на території району розміщені Котелевське, Рублівське, Борівське лісництва Полтавського держлісгоспу, 13 сільськогосподарських кооперативів і товариств, з них найбільшими за виробничим потенціалом є ТОВ «Маяк» і СВК «Батьківщина», діють 18 фермерських господарств.

## Населення
Розподіл населення за віком та статтю (2001):
| Стать | Всього | До 15 років | 15-24 | 25-44 | 45-64 | 65-85 | Понад 85 |
| --- | ------ | ----------- | ----- | ----- | ----- | ----- | -------- |
| Чоловіки | 9839   | 1929        | 1238  | 3002  | 2343  | 1276  | 51       |
| Жінки | 11 772 | 1850        | 1230  | 3037  | 2762  | 2586  | 307      |
| \| Статево-вікова піраміда \| Статево-вікова піраміда \| Статево-вікова піраміда \| \| ----------------------- \| ----------------------- \| ----------------------- \| \| Чоловіки \| Вік \| Жінки \| \| 51 \| 85 + \| 307 \| \| 109 \| 80-84 \| 381 \| \| 268 \| 75-79 \| 729 \| \| 484 \| 70-74 \| 839 \| \| 415 \| 65-69 \| 637 \| \| 681 \| 60-64 \| 934 \| \| 365 \| 55-59 \| 514 \| \| 604 \| 50-54 \| 609 \| \| 693 \| 45-49 \| 705 \| \| 819 \| 40-44 \| 840 \| \| 770 \| 35-39 \| 787 \| \| 717 \| 30-34 \| 700 \| \| 696 \| 25-29 \| 710 \| \| 586 \| 20-24 \| 615 \| \| 652 \| 15-20 \| 615 \| \| 820 \| 10-14 \| 794 \| \| 660 \| 5-9 \| 590 \| \| 449 \| 0-4 \| 466 \| |        |             |       |       |       |       |          |
| Статево-вікова піраміда |        |             |       |       |       |       |          |
| Чоловіки | Вік    | Жінки       |       |       |       |       |          |
| 51 | 85 +   | 307         |       |       |       |       |          |
| 109 | 80-84  | 381         |       |       |       |       |          |
| 268 | 75-79  | 729         |       |       |       |       |          |
| 484 | 70-74  | 839         |       |       |       |       |          |
| 415 | 65-69  | 637         |       |       |       |       |          |
| 681 | 60-64  | 934         |       |       |       |       |          |
| 365 | 55-59  | 514         |       |       |       |       |          |
| 604 | 50-54  | 609         |       |       |       |       |          |
| 693 | 45-49  | 705         |       |       |       |       |          |
| 819 | 40-44  | 840         |       |       |       |       |          |
| 770 | 35-39  | 787         |       |       |       |       |          |
| 717 | 30-34  | 700         |       |       |       |       |          |
| 696 | 25-29  | 710         |       |       |       |       |          |
| 586 | 20-24  | 615         |       |       |       |       |          |
| 652 | 15-20  | 615         |       |       |       |       |          |
| 820 | 10-14  | 794         |       |       |       |       |          |
| 660 | 5-9    | 590         |       |       |       |       |          |
| 449 | 0-4    | 466         |       |       |       |       |          |

Національний склад населення за даними перепису 2001 року:
| Національність | Кількість осіб | Відсоток |
| -------------- | -------------- | -------- |
| українці       | 20951          | 96,93 %  |
| росіяни        | 493            | 2,28 %   |
| білоруси       | 59             | 0,27 %   |
| вірмени        | 29             | 0,13 %   |
| молдовани      | 22             | 0,10 %   |
| інші           | 60             | 0,28 %   |

Мовний склад населення за даними перепису 2001 року:
| Мова       | Кількість осіб | Відсоток |
| ---------- | -------------- | -------- |
| українська | 21003          | 97,17 %  |
| російська  | 528            | 2,44 %   |
| білоруська | 30             | 0,14 %   |
| вірменська | 19             | 0,09 %   |
| інші       | 34             | 0,16 %   |

## Соціальна сфера
У районі один навчально-виховний комплекс № 1 імені С. А. Ковпака, 8 загальноосвітніх шкіл I—III ступенів, 5 шкіл I—II ступенів, 3 — 1 ступеня, СПТУ № 54. Працює районна та три дільничних лікарні, 17 фельдшерсько-акушерських пунктів, 5 аптек, оздоровчі дитячі табори «Ковпаківець», «Орлятко», 24 Будинки культури, дитяча музична школа, музей С. А. Ковпака, музей освіти, діє народний хоровий колектив «Оксамит», виходить газета «Народна трибуна», є готель.

## Культура
В районі два парки, одна пам'ятка садово-паркового мистецтва — Ковпаківський лісопарк, а також 19 державних заказників і заповідних об'єктів місцевого значення.
На території Котелевського району розташовані такі археологічні пам'ятки: Більське Городище (Європейського значення) курган «Вітовтова Могила», «Розрита Могила», кургани в урочищах: «Скоробір», «Осняги», «Саранчове Поле», «Котелевське городище» (ще понад 40 курганів), також поселення доби неоліту, бронзи, скіфського часу, черняхівської культури Київської Русі.
Пам'ятка архітектури: Свято-Троїцька церква (діюча), мурована в смт. Котельва, освячена в 1812 році.
На території району споруджені пам'ятники: Шевченку Т. Г. (1964 р.), Гнедичу М.I. (1987), Ковпаку С. А. (1948). Пам'ятні знаки на місці втечі з-під варти (1768) Максима Залізняка (1977), жертвам голодомору і репресій 1932 — 1933 років (1993).

## Пам'ятки
- Пам'ятки монументального мистецтва Котелевського району
- Пам'ятки історії Котелевського району

## Видатні уродженці району
- Румуальд Миронович — склав великий рукописний збірник зі своїх та чужих творів, писаних українською та польською мовами;
- Рогуля Петро — український художник, який писав ікони для собору Охтирського Троїцького монастиря, Покровської церкви у Котельві;
- Гнєдич Микола Іванович — російський поет і перекладач, переклав «Іліаду» Гомера;
- Сливицький О.I. — ад'юнкт Харківського університету, утримувач приватного пансіону, автор праці «Війна за незалежність Сполучених Американських Штатів»;
- Матушинський А. М. — художній критик;
- Міллер Д. П. — український історик;
- Твердохлібов О. Д. — український краєзнавець;
- Бурлюк М. Д. — російський поет;
- Ковпак С. А. — державний діяч УРСР, керівник одного з партизанських з'єднань в Україні;
- Конвісар В.I. — доктор технічних наук;
- Дрижирук А.I. — лауреат Державної премії УРСР;
- Перебийніс В.I. — доктор економічних наук;
- Острянин Д. Х. — український філософ; член-кореспондент АН УРСР;
- Деснянський Іван (Сакун Іван) — поет;
- Соболь М. О. — державний діяч УРСР;
- Самуйло В. Ф. — відомий архівіст і краєзнавець;
- Корост Т. М. — Герой України;
- Коросташов О. Г. — Герой України;
- Волик П. І. — художник.
- Івницька Т. В. — народна художниця;
- Мироненко I.А. — член Національної Спілки письменників України;
- Било Йосип (Діхтяр Ігор) — український поет-сатирик.
- Костюк В.К — літератор, журналіст, краєзнавець.

## Політика
25 травня 2014 року відбулися Президентські вибори України. У межах Котелевського району було створено 25 виборчих дільниць. Явка на виборах складала — 65,09 % (проголосували 10 134 із 15 569 виборців). Найбільшу кількість голосів отримав Петро Порошенко — 39,35 % (3 988 виборців); Юлія Тимошенко — 21,90 % (2 219 виборців), Олег Ляшко — 15,84 % (1 605 виборців), Анатолій Гриценко — 10,01 % (1 014 виборців), Сергій Тігіпко — 2,64 % (268 виборців). Решта кандидатів набрали меншу кількість голосів. Кількість недійсних або зіпсованих бюлетенів — 1,25 %.